# Agenzia Fides
Agenzia Fides és l'agència de premsa de la Santa Seu. La seva seu està en el Palau de Propaganda Fide a la Ciutat del Vaticà i és part de la Congregació per a l'Evangelització dels Pobles. Va ser creat en 1927 com la primera agència de premsa misionaria per a l'Església catòlica i va ser aprovada pel papa Pio XI. Gianni Valente és el director des de 2022.

## Història
Les primeres edicions van ser en llengua anglesa, francesa i polonesa, van seguir la italiana (1929), espanyola (1930) i alemanya (1932), després xinès (1998), portuguès (2002) e àrab (2008). A partir de 1998 Agenzia Fides es va posar en Internet amb fins a cinc informes diaris dels esdeveniments no europeus. La seva pàgina web conté informació sobre estadístiques de missioners que van morir com a màrtirs.
L'arxiu d'imatges de l'agència inclou prop de 10 000 fotografies que documenten la història de les missions catòliques dels anys 1930 a 1990.